# Daniel Schávelzon
Daniel Gastón Schávelzon (n. en Buenos Aires el 1 de noviembre de 1950) es un arquitecto y arqueólogo argentino. Inició su carrera profesional en la arqueología como docente e investigador en Ecuador, trasladándose luego a México, donde se interesó por la problemática de la conservación y restauración de monumentos arquitectónicos prehispánicos. De vuelta en la Argentina en el año 1984, puso en marcha el Programa de Arqueología Urbana de la Universidad de Buenos Aires y condujo desde 1991 el Centro de Arqueología Urbana en el ámbito de la Facultad de Arquitectura, Diseño y Urbanismo, donde se desempeña desde entonces.

## Historia y formación académica
Sus primeros trabajos fueron hechos en Argentina con interés en asentamientos y  arquitectura precolombina. En 1976 y 1977 vivió en Ecuador exiliado de la dictadura de su país excavando en la región costeña, encontrando un enorme sitio de la cultura Manteña. Luego se trasladó a México en donde cursó su maestría y doctorado en la Universidad Nacional Autónoma de México donde su interés estuvo centrado en la restauración de edificios arqueológicos. Fue la primera generación de Ph.D. en arquitectura de América Latina y primero de Argentina. 
Desde su regreso a Buenos Aires en febrero de 1984 invitado por el gobierno del Dr. Alfonsín puso en marcha el Programa de Arqueología Urbana y desde 1991 el Centro de Arqueología Urbana dentro del antiguo Instituto de Arte Americano e Investigaciones Estéticas “Mario J. Buschiazzo”, en la Facultad de Arquitectura y Urbanismo de la Universidad de Buenos Aires. Con los años el Centro desarrolló docenas de estudios en Buenos Aires y el resto del país transformando la institución en un referente y el primero de ellos en América Latina en ser establecido. Las excavaciones y estudios en edificios significativos como el Cabildo, Casa Ezcurra, Imprenta Coni, la Aduana Taylor, el Museo Histórico Nacional, el Caserón de Rosas, parques como Palermo y Lezama, lograron el reconocimiento de la actividad como campo de investigación científica por los organismos nacionales. Estableció en el 2000 el Congreso Nacional de Arqueología Histórica, del que ha presidido el de ese año y en 2015, los que se continúan cada tres años. 
En la ciudad de Mendoza estableció el Centro de Investigaciones Ruinas de San Francisco donde excavó los restos del que fuera el Cabildo y de la iglesia de San Francisco, hoy un prestigiado centro de estudios que dirigió casi por veinte años. 
Es profesor titular de la Universidad de Buenos Aires desde 1984. Ha sido Investigador Superior del Consejo Nacional de Investigaciones Científicas y Técnicas (CONICET) donde ingresó en 1985, hasta su retiro en 2018.
En 2016 recibió en su honor la edición del libro: Easter Island Archaeology: A Tribute to Daniel Schavelzon on the 30th Anniversary of the Center for Urban Arcgaeology at the University of Buenos Aires (M. Silveira editor, Archaeopress, Oxford).

## Desarrollo de áreas de trabajo
Las áreas de trabajo han sido variadas. En arqueología comenzó con el tema en ese momento inicial en América Latina de la arqueología histórica, no solo excavando sino estableciendo las primeras tipologías y cronologías de materiales que se continúan utilizando. En 1992 publicó un primer estudio sobre arqueología urbana, con el concepto del análisis de la ciudad como objeto de estudio dejando la “arqueología de sitio” para establecer el hecho urbano como una unidad de análisis en todas sus épocas. La búsqueda del emplazamiento de la primera fundación de la ciudad implicó muchos años de trabajo que no lograron concretarse, encontrando incluso etapas prehispánicas sobre el Riachuelo corriendo la historia de la ciudad tres siglos hacia el pasado, es decir, al siglo XI d. C..
Ha trabajado otros aspectos del pasado, en especial la presencia de los afroargentinos, su patrimonio cultural y estudios sobre historia del arte. En este último tema su acción en relación con el llamado mural Ejercicio Plástico de David Siqueiros, su historia, rescate y puesta en valor ha sido reseñada en varios de sus libros. Ha participado con el Gobierno de la Ciudad de Buenos Aires desde que fue creado de manera autónoma en 1987 para la existencia de una estructura dedicada al patrimonio cultural y a la arqueología, que hoy gozan de autonomía y existencia real.
Una intensa actividad de difusión marca sus libros y trabajos, con fuerte presencia de los medios de comunicación (televisión y periódicos) dándole a los temas del patrimonio y la arqueología una presencia activa en la sociedad. Ha dictado clases y conferencias en universidades y dictado conferencias varios países del continente, en especial Estados Unidos y Europa. Es consultor de la Organización de las Naciones Unidas para la Educación, la Ciencia y la Cultura (UNESCO) para declaratorias de Patrimonio de la Humanidad. Mantiene una estrecha relación con el Instituto Nacional de Antropología e Historia de México, del que es consultor y visitante habitual, especialmente en temas de arquitectura prehispánica.
Desde 2017, la correspondencia, papeles personales, manuscritos y fotografías de Daniel Schávelzon, incluyendo las fotografías de su familia y relativos tomadas en Rusia y Polonia desde 1890, se encuentran en la Latin American Collection, Zimmermann Library, University of New Mexico, Albuquerque, Estados Unidos. Parte de su biblioteca fue donada a la Biblioteca Nacional en Buenos Aires.

## El hallazgo de Teyú Cuaré

Parte de las construcciones halladas en el año 2015 en el Parque Provincial de Teyú Cuaré (provincia de Misiones, República Argentina).

En 2015 y junto con Ana Igareta descubrieron el significado de las ruinas de Teyú Cuaré, que aunque descritas anteriormente no habían sido estudiadas. Asociado a un sitio de refugio de la Segunda Guerra Mundial su difusión internacional tuvo enorme impacto. Eso generó malestar en algunos grupos políticos que en 1946 protegieron a los jerarcas del Nazismo en el país, pero ha sido considerado entre los proyectos arqueológicos más significativos del mundo.

## Obras
- «Corpus bibliográfico de la cultura olmeca»  (con Nelly Gutiérrez Solana). Universidad Nacional Autónoma de México; México, 1980. ISBN 968-58-2861-X
- «El complejo arqueológico Mixteca-Puebla» . Universidad Nacional Autónoma de México; México, 1980. ISBN 968-58-2837-7
- «Arqueología y arquitectura del Ecuador prehispánico» . Universidad Nacional Autónoma de México; México, 1981. ISBN 968-5800-20-0
- «La pirámide de Cuicuilco, álbum fotográfico (1922-1980)» , Fondo de Cultura Económica; México, 1983. ISBN 968-16-1372-4
- «Representaciones de arquitectura en la arqueología de América», Volumen 1 (coordinador), Universidad Nacional Autónoma de México; México, 1983. ISBN 968-58-0295-5
- «La polémica del arte nacional en México (1850-1910)» , Compilador, Fondo de Cultura Económica; México, 1984. ISBN 968-16-2597-8
- «Las ciudades mayas: historia de las teorías sobre su estructura urbana» . Editorial Rescate; Buenos Aires, 1990. ISBN 950-43-3093-6
- «La conservación del patrimonio cultural en América Latina: restauración de edificios prehispánicos en Mesoamérica (1750-1980)» . Instituto de Arte Americano (FADU – UBA) y The Getty Grant Program; Buenos Aires, 1990.
- «Arqueología histórica de Buenos Aires, la cultura material porteña de los siglos XVIII y XIX» . Editorial Corregidor; Buenos Aires, 1991. ISBN 950-05-0617-3
- «El Cabildo de Mendoza: arqueología e historia para su recuperación»  (con Roberto Bárcena). Municipalidad de Mendoza; Mendoza, 1991.
- «La arqueología urbana en la Argentina» . Centro Editor de América Latina; Buenos Aires, 1992. ISBN 950-25-2063-7
- «Arqueología histórica de Buenos Aires, túneles y construcciones subterráneas». Editorial Corregidor; Buenos Aires, 1992. ISBN 950-05-0698-X
- «El expolio del arte en la Argentina: robos y tráfico ilegal de obras de arte» . Editorial Sudamericana; Buenos Aires, 1993. ISBN 950-07-0896-5
- «Arqueología e historia de la Imprenta Coni, Buenos Aires» . South Carolina Institute of Archaeology and Anthropology; Columbia, 1994.
- «Arqueología e historia del Cabildo de Buenos Aires, Informe de las excavaciones 1991-1992». South Carolina Institute of Archaeology and Anthropology; Columbia, 1995. ISBN 950-05-0882-6
- «Arqueología histórica de Buenos Aires: excavaciones en la Imprenta Coni» . Editorial Corregidor; Buenos Aires, 1996.
- «Las ruinas de San Francisco, arqueología e historia» , Municipalidad de Mendoza; Mendoza, 1998.
- «Arqueología histórica de Buenos Aires. Excavaciones en Michelángelo»  (con Mario Silveira). Editorial Corregidor; Buenos Aires, 1998. ISBN 950-05-1125-8
- «Arqueología de Buenos Aires» . Emecé Editores; Buenos Aires, 1999. ISBN 950-04-2044-9
- «The Historical Archaeology of Buenos Aires: a City at the End of the World» . Kluwer / Academic- Plenum Press; New York, 2000. ISBN 0-306-46064-5
- «Historias del comer y del beber: arqueología de la vajilla de mesa en Buenos Aires» . Editorial Aguilar; Buenos Aires, 2000. ISBN 950-511-659-4
- «Excavaciones arqueológicas en San Isidro»  (con Mario Silveira). Museo, Biblioteca y Archivo Histórico de San Isidro; San Isidro, 2001. ISBN 987-98412-1-2
- «Arqueología histórica argentina» (editor).  Editorial Corregidor – Agencia Nacional de Promoción Científica Tecnológica; Buenos Aires, 2002. ISBN 950-05-1438-9
- «Buenos Aires arqueología: la casa donde Ernesto Sábato ambientó Sobre Héroes y Tumbas» (con M. Silveira, M. Ramos, N. Pérez y G. Paez). Ediciones Turísticas; Buenos Aires, 2003. ISBN 987-9473-16-7
- «Buenos Aires Negra, arqueología histórica de una ciudad silenciada» . Editorial Emecé; Buenos Aires, 2003. ISBN 950-04-2459-2
- «El Área Fundacional de Mendoza» . Centro de Investigaciones Ruinas de San Francisco y Centro de Arqueología Urbana; Mendoza, 2002. (CD-ROM)
- «Ejercico Plástico, el mural de Siqueiros en la Argentina» (con H. Mendizabal). El Ateneo; Buenos Aires, 2003. ISBN 950-02-5946-X
- «El Area Fundacional de Mendoza». FADU-MAF-CAU; 2004. (CD-ROM - Vol. III)
- «Ciudad y territorio entre los Mayas: historia de las teorías sobre el espacio urbano» . British Archaeological International Series N°1316; Oxford, 2004. ISBN 978-1-84171-385-4
- «Plano del Potencial arqueológico de Buenos Aires» (con Mario Silveira). Centro de Arqueología Urbana - CONICET; Buenos Aires, 2004. (CD-ROM)
- «Treinta siglos de imágenes: maquetas y representaciones de arquitectura en México y América Central» . Fundación Ceppa; Buenos Aires, 2005. ISBN 987-21175-2-7
- «Guía del patrimonio cultural de Buenos Aires, Volumen III: arqueología urbana». Dirección General de Patrimonio, Gobierno de la Ciudad Autónoma de Buenos Aires; Buenos Aires, 2005. ISBN 978-98718-9-8
- «Los conventillos de Buenos Aires: la Casa Mínima, un estudio arqueológico» (con Mario Sabugo, Mario Silveira, Pablo López Coda y Jorge Ramos). Ediciones Turísticas; Buenos Aires, 2005. ISBN 987-9473-54-X
- «La imagen de América: los dibujos de Francisco Mujica Diez de Bonilla»  (con Jorge Tomassi). FAMSI y Fundación Ceppa; Buenos Aires, 2005. ISBN 978-950-05-1612-9
- «Túneles de Buenos Aires, Historias, mitos y verdades del subsuelo porteño» . Sudamericana; Buenos Aires, 2005. ISBN 950-07-2701-3
- «Historia de un terremoto: Mendoza 1861» . Editorial de los Cuatro Vientos; Buenos Aires, 2007. ISBN 978-987-564-841-8
- «Viejos son los trapos: de arqueología, ciudades y cosas que hay debajo de los pisos»  (con Ana Igareta). Siglo XXI Ediciones; Buenos Aires, 2007. ISBN 978-987-1220-97-7
- «Las ciudades mayas: un urbanismo de América Latina» . Nobuko – FADU; Buenos Aires, 2008. ISBN 978-987-34-0962-2
- «Mejor Olvidar: La conservación del patrimonio cultural argentino» . Deloscuatrovientos, Buenos Aires, 2008. ISBN 978-987-564-997-2
- «El laberinto del patrimonio cultural: cómo gestionarlo en una gran ciudad» . APOC; Buenos Aires, 2008. ISBN 978-987-23331-5-7
- «El Área Fundacional de Puerto Deseado: estudios» . Deloscuatrovientos; Buenos Aires, 2008. ISBN 978-987-08-0013-2
- «La casa de Perón: arqueología de su infancia en Roque Pérez»  (con Ana Igareta). APOC; Buenos Aires, 2009. ISBN 978-987-2333-13-3
- «Arte y falsificación en América Latina» . Fondo de Cultura Económica, Buenos Aires, 2009. ISBN 978-950-557-819-1
- «El Caserón de Rosas. Historia y arqueología del paisaje de Palermo» . Corregidor; Buenos Aires, 2009. ISBN 978-950-05-1827-7
- «Las muertes de un caudillo: la tumba de Facundo Quiroga» (con Patricia Frazzi). Ediciones Olmo; Buenos Aires, 2010. ISBN 978-987-1555-08-6
- «Haciendo un mundo moderno. La arquitectura de Edward Taylor (1801-1867)». Ediciones Olmo; Buenos Aires, 2010. ISBN 978-987-1555-10-9
- «Palermo. El Parque 3 de Febrero de Buenos Aires» (con Sonia Berjman). Edhasa; Buenos Aires, 2010. ISBN 978-987-6281-02-7
- «Café de Hansen: historia y hallazgos en Palermo». Dirección General de Patrimonio e Instituto Histórico; Buenos Aires, 2010. ISBN 978-987-1642-09-0
- «Arqueología de un conflicto social. La Semana Trágica y los Talleres Vasena». APOC; Buenos Aires, 2011. ISBN 978-987-23331-8-8
- «El Mural de Siqueiros en Argentina. La Historia de Ejercicio Plástico» . Fundación YPF; Buenos Aires, 2011. ISBN 978-987-05-8268-7
- «La Casa del Naranjo. Arqueología de la Arquitectura en el contexto municipal de Buenos Aires» . Aspha Ediciones; Buenos Aires, 2012. ISBN 978-987-28832-0-1
- «Lítica histórica. La piedra en Buenos Aires en los siglos XVI al XX, usos y tecnologías» . Aspha Ediciones; Buenos Aires, 2012. ISBN 978-987-28832-2-5
- «Actas del V Congreso Nacional de Arqueología Histórica», (editor). Editorial Académica Española; Saarbrucke, 2013. Tomo 1: ISBN 978-3-659-07879-8 - Tomo 2: ISBN 978-3-659-07986-3
- «La historia de un mural. Siqueiros en la Argentina». Corregidor; Buenos Aires, 2013. ISBN 978-950-05-2065-2
- «El Caserón de Rosas. Fotografías de la Escuela Naval Militar»  (con César Gotta y Abel Alexander). Olmo Ediciones; Buenos Aires, 2013. ISBN 978-987-1555-45-1
- «La Tambería del Inca. Héctor Greslebin, un búsqueda americana». Aspha; Buenos Aires, 2013. ISBN 978-987-28832-7-0
- «El Pórtico Bizantino del Jardín Zoológico de Buenos Aires. Una reflexión sobre nosotros mismos». Editorial Dirección General de Patrimonio e Instituto Histórico; Buenos Aires, 2013. ISBN 978-987-1642-21-2
- «Ushuaia: Arqueología, historia y patrimonio»  (con Patricia Frazzi y Ricardo Orsini). Aspha; Buenos Aires, 2014. ISBN 978-987-45321-1-4
- «Casa del Virrey Liniers. Hallazgos arqueológicos»  (con Odlanyer Hernández de Lara). Editorial Dirección General de Patrimonio e Instituto Histórico; Buenos Aires, 2014. ISBN 978-987-45321-0-7
- El Silencio es Oro. Tráfico de arte durante el nazismo en la Argentina. Olmo Ediciones; Buenos Aires, 2017.  ISBN 978-987-1555-79-6
- «Teyú Cuaré: Arqueología de un refugio nazi en la Argentina» . Editorial Paidos; Buenos Aires, 2017. ISBN 978-950-12-9526-9
- «Catálogo de cerámicas históricas de Buenos Aires (siglos XVI – XX) con notas sobre la región del Río de la Plata» . Fundación para la Investigación del Arte Argentina y Telefónica. Buenos Aires, 2018. ISBN 978-987-42-7547-9
- «Historias de la Historia de la Arquitectura Argentina» . Editores Argentinos; Buenos Aires, 2018. ISBN 978-987-778-690-3
- «El árbol de cemento. Arquitectura de rocallas: Argentina y América Latina». CAU - IAA; Buenos Aires, 2019. ISBN 978-987-86-1515-8
- «Arqueología de rescate en Casa Rosada: del Palacio de los Virreyes a la Casa de Gobierno Nacional (1594-1884)». CAU - IAA; Buenos Aires, 2019. ISBN 978-987-86-2527-0
- "«Manual de Arqueología Urbana: técnicas para excavar Buenos Aires». CAU - IAA; Buenos Aires, 2019. ISBN 978-950-29-1864-4
- «Los entonces lóbregos sótanos: arqueología de rescate del primer Museo Etnográfico (1905-1927)». CAU - IAA; Buenos Aires, 2020. ISBN 978-950-29-1872-3
- «Arqueología de la ex Aduana Taylor: excavaciones en Plaza Colón (2018)». CAU - IAA; Buenos Aires, 2021. ISBN 978-950-29-1895-2
- «Catálogo de baldosas cerámicas empleadas en la arquitectura de Buenos Aires (siglos XIX-XX)» (con Francisco Girelli y Martin Nerguizian Raris). CAU - IAA; Buenos Aires, 2020. ISBN 978-950-29-1869-3
- «El Barrio del Tambor: Arqueología histórica en espacios afro de Paraná. Excavaciones en la capilla de San Miguel Arcángel» CAU-FADU; Buenos Aires, 2021. ISBN 978-950-29-1906-5
- «Arqueología de la Segunda Guerra Mundial en Sudamérica: el asentamiento nazi de Teyú Cuaré» (en co-autoria con Ana Igareta). CAU-FADU; Buenos Aires, 2022. ISBN 978-1-80327-217-7
- «Arqueología de la Patagonia Trágica: la comisaría de Puerto San Julián, Santa Cruz» (en co-autoria con Patricia Frazzi y Matías Hernández). CAU-FADU; Buenos Aires, 2022. ISBN 978-987-88-7330-5.

## Premios
- Subsidio de la UNESCO (PNUD, Lima), 1981.
- Grant de la Misión Arqueológica y Etnográfica Francesa en Centroamérica, México, 1984.
- Grant de la Graham Foundation for the Advanced Studies in the Fine Arts, Chicago, 1984.
- Grant del Center for Archaeological Investigations, Southern Illinois University, Carbondale, 1987.
- Grant del Getty Grant Program, Santa Bárbara, 1990.
- Beca del Deutscher Akademischer Austauschdienst de Alemania para el Iberoamerikanisches Institut de Berlín en 1991.
- Subsidio de la Kommission für Allgemeine und Vergleichende Archaologie, Bonn, 1994.
- Beca John S. Guggenheim Memorial Foundation, 1994.
- Senior Fellow de la National Gallery of Art de Washington (CASVA), 1994.
- Grant, Fellowship y Award de Dumbarton Oaks Research Center and Collection, Harvard University, 1996, 2006 y 2008.
- Grant de la Foundation for the Advancement of Mesoamerican Studies, Crystal River, 1997 y 2001.
- Fellowship, William & Flora Hewlett Founding Visiting Latin American Scholar, para investigación en la Biblioteca Hillman y en el Carnegie Musem of Natural History, 2003
- Travel Grant, Society for Historical Archaeology y Post Medieval Archaeological Society, Gran Bretaña, 2013.
- Grant de la Association for the History of Glass, Gran Bretaña, 2014.
- Grant del Richards Charitable Foundation for the Research of British Transferware, Gran Bretaña, 2014.[25]
- Premio Bernardo Houssay Investigador Consolidado

## Galería

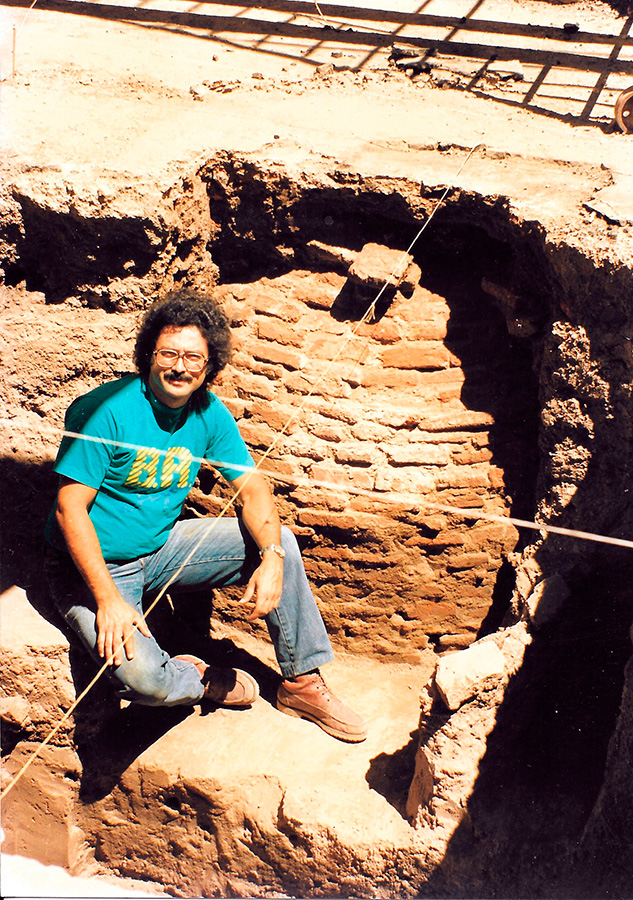
Daniel Schávelzon junto al primer aljibe excavado en la ciudad de Buenos Aires en el predio de la calle Defensa 755 (año 1985)
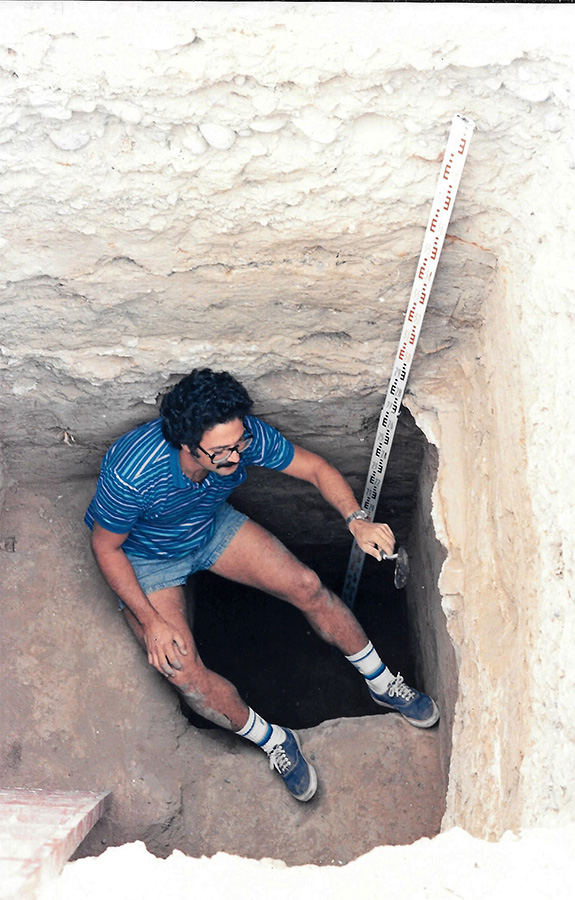
Hallazgo del piso perteneciente al antiguo Cabildo de la ciudad de Mendoza (República Argentina) en abril de 1989.
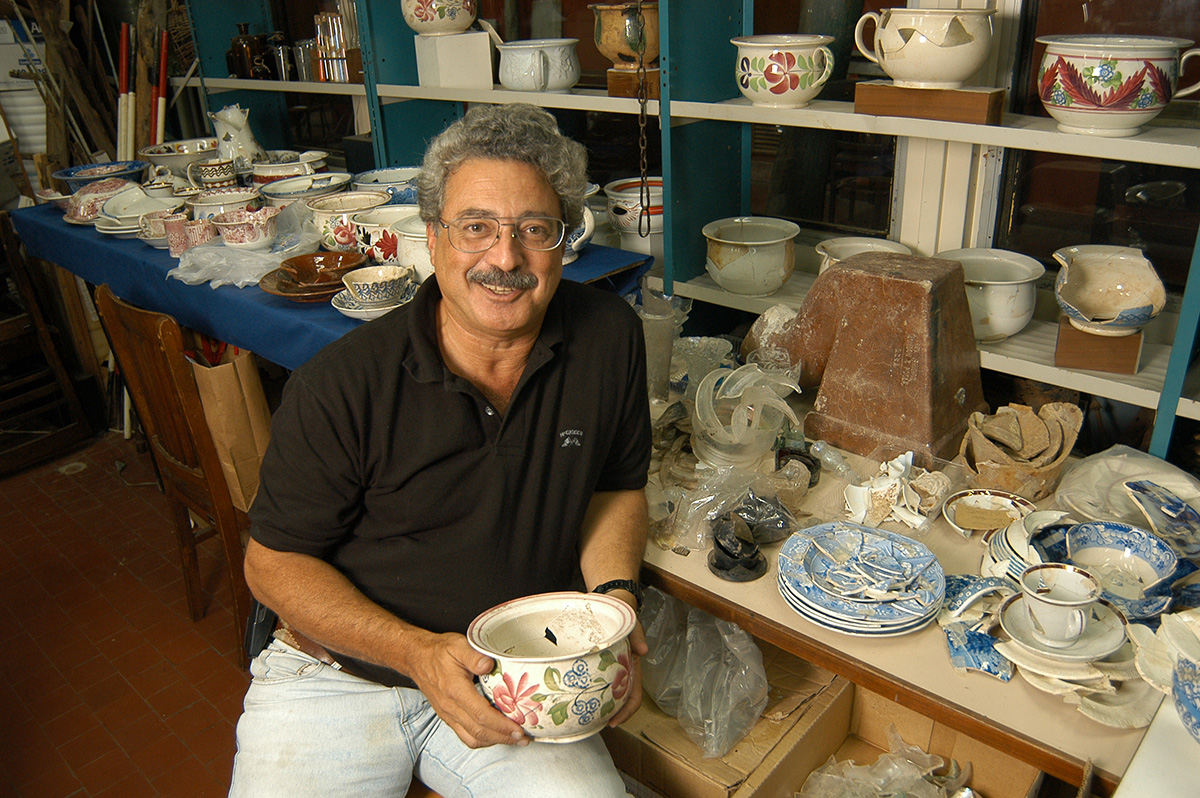
El Centro de Arqueología Urbana (Facultad de Arquitectura, Diseño y Urbanismo - UBA), creado por Daniel Schávelzon.